# Menandros

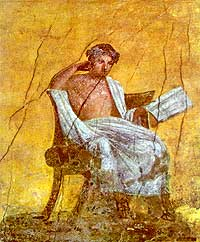
Menandrova freska z vily v Pompejích

Menandros, řecky Μένανδρος, (342 př. n. l. – 291 př. n. l.) byl antický řecký dramatik, nejznámější z autorů Nové attické komedie.

## Život
Narodil se v zámožné rodině a jeho otec Diopeithés je podle některých totožný s athénským generálem a guvernérem Chersonésu stejného jména. Byl přítelem a možná i žákem Theofrastovým a jeho blízkým přítelem byl athénský diktátor Démétrios z Faléru. Byl také chráněncem makedonského generála Ptolemaia Sótéra, který ho zval ke svému dvoru, což Menandros odmítl. Žil ve své vile v Pireu a podle jedné zprávy se utopil při koupání.

## Dílo
Menandros napsal přes sto komedií a v každoroční soutěži při athénském festivalu Lénaia osmkrát zvítězil. Velmi populární byl také ve Římě, kde na něj někteří autoři navazovali (Plautus), jiní od něj přebírali celé pasáže včetně zápletky. Ještě v 11. století měli prý v Konstantinopoli rukopisy 23 jeho her. Ty se však asi ve středověku ztratily. Zlom nastal v roce 1905, kdy se v egyptské Káhiře při stavbě kanalizace našly pozůstatky knihovny antického advokáta Dioskora, žijícího ve 3. století, a s nimi fragment Menandrovy komedie Perikeiromené (Ostříhaná) a značná část komedie Epitrepontes (Sudiči). Další objev přišel v roce 1958, kdy se znovu v Egyptě našla další Menandrova hra, tentokrát kompletní. Byl to Dyskolos. Světu ji představil profesor Ženevské univerzity Victor Martin.

### Lépe zachované hry
- Aspis (Štít, asi polovina)
- Dyskolos (Dědek, úplná)
- Epitrepontés (Sudiči, většina)
- Perikeiromené (Ostříhaná, asi polovina)
- Samia (Dívka ze Samu, 4 z 5 jednání)
- Sykionioi (Sikyoňané, asi polovina)

Jinak je známo množství zlomků a sbírka slavných citátů, které se hojně užívaly.